# Alkhurma virus
El Alkhurma virus es un miembro de la familia de virus Flaviviridae (clase IV), y por ello su material genético está formado por una cadena sencilla de ARNm de sentido (+). Se ha visto que es una variante del Kyasanur Forest disease virus (KFDV), puesto que comparte un 89% de homología en la secuencia de nucleótidos. El genoma vírico es capaz de confundirse con el ARNm de las células hospedadoras y la maquinaria necesaria para su propia expresión génica. El virus codifica una única proteína que es cortada para formar su forma madura. 
Este virus fue aislado por primera vez en Arabia Saudita en los años 1990 y desde entonces se han documentado 24 casos, la mayor parte de ellos entre carniceros, con una tasa de mortalidad superior al 30%. Fue descubierto por primera vez en la sangre de 6 carniceros varones con edades comprendidas entre los 24 y los 39 años en Jeddah, Arabia Saudita, entre noviembre y diciembre de 1995. Provoca un tipo de fiebre hemorrágica trasmitida por garrapatas cuyos síntomas incluyen fiebre, dolor de cabeza, dolor articular, dolor muscular, vómitos y trombocitopenia que conducen a una fiebre hemorrágica y encefalitis que puede provocar la muerte. Los camellos y las vacas son los hospedadores naturales de este virus pero hasta la fecha no se sabe si otros mamíferos están implicados en su ciclo vital. Parece existir más de una posible ruta de trasmisión en las personas que adquieren la infección. Estas son: mordedura de una garrapata infectada, ingestión de leche de camella no pasteurizada o penetración a través de heridas cutáneas. 